# RollerCoaster Tycoon World
RollerCoaster Tycoon World est un jeu de simulation et de gestion développé par Nvizzio Creations et édité par Atari Inc., disponible le 16 novembre 2016 sur Microsoft Windows.

## Système de jeu
RollerCoaster Tycoon World propose au joueur de créer et gérer son parc d'attractions.
Le jeu bénéficie d'un moteur 3D et permet au joueur de tester ses propres attractions (CoasterCam) qu'il a au préalable construit au moyen d'un éditeur permettant de nombreuses possibilités.
Des évolutions conséquentes par rapport aux versions précédentes sont présentes, comme une construction des circuits par nœuds, des chemins avec des tracés sinueux ou encore une personnalisation possible des gares.

## Développement
Développé dans un premier temps par le studio Area 52 Games, Atari décide de changer son fusil d'épaule en cours de développement et annonce avoir confié la réalisation du jeu au studio Nvizzio Creations en juillet 2015.
Lors de la PAX Prime 2015, Atari Inc. a dévoilé un gameplay interactif dévoilant le développement du jeu. Les démonstrations ont porté en particulier sur l'éditeur 3D de circuits et le mode « sandbox ».
Le jeu est ensuite prévu pour le mois de décembre 2015, avant d'être repoussé en 2016. Le 30 mars 2016, le jeu est disponible en accès anticipé sur Steam.
Le 10 novembre 2016, le jeu est annoncé pour le 16 novembre 2016. Les développeurs ont promis de tenir le jeu à jour. Ils ont notamment dévoilé que les prochains mois après le lancement il y aurait des DLC gratuits et payants.

## Modes de jeux
- Bac à sable : création et gestion illimitée (sans gestion de l'argent)
- Gestion

## Accueil
Lors de la première phase de bêta, une grande majorité des critiques spécialisés et de joueurs ont trouvé le jeu plutôt décevant et loin des promesses faites par les développeurs. À la suite de ce mauvais accueil, Atari décide de reporter le jeu à 2016 pour le peaufiner et corriger certains bugs découverts pendant la phase de bêta.
À sa sortie le 16 novembre, le jeu reçoit des critiques négatives recevant 43/100 sur le site Metacritic. Du côté des joueurs, le jeu est encore plus mal reçu, recevant 31% sur la plateforme Steam et 2.2 sur Metacritic.
Le jeu à beaucoup souffert de la sortie de Planet Coaster sortant un jour après RCTW. De son côté, Planet Coaster est très bien reçu par la critique et est acclamé par les joueurs, souvent qualifié de meilleur jeu de gestion de parc d'attraction depuis RollerCoaster Tycoon 3, à contrario de RCTW.